# Paul Seixas
Paul Seixas (ur. 24 września 2006 w Lyonie) – francuski kolarz szosowy i przełajowy.

## Osiągnięcia
Opracowano na podstawie:

### Kolarstwo przełajowe
2024
- 1. miejsce w mistrzostwach Francji juniorów

### Kolarstwo szosowe
2024
- 1. miejsce w mistrzostwach Francji juniorów (jazda indywidualna na czas)
- 3. miejsce w mistrzostwach Francji juniorów (start wspólny)
- 3. miejsce w mistrzostwach Europy juniorów (start wspólny)
- 1. miejsce w mistrzostwach świata juniorów (jazda indywidualna na czas)

2025
- 2. miejsce w wyścigu Paryż-Camembert
- 1. miejsce w klasyfikacji punktowej Tour of the Alps
- 3. miejsce mistrzostwach Francji (jazda indywidualna na czas)